# سكوت مكنيل
سكوت مكنيل (Scott McNeil) هو مؤدي أصوات ولد في 15 سبتمبر 1962 في بريسبين، كوينزلاند، أستراليا.

## أدواره في الأنمي

### مسلسلات أنمي تلفزيونية
- خيميائي الفولاذ - هوينهايم المنير
- التقرير المتنقل الجديد جاندام وينج - ديو ماكسويل
- إينوياشا - كوغا
- إينوياشا فصل الخاتمة - كوغا
- ترانسفورمرز إينرجون - جتفاير
- المتحولون سايبرترون - سنارل
- ميجامان محارب النت - شجيع
- البدلة المتنقلة جاندام 00 - علي آل ساشيز، داريل دودج
- ساموراي 7 - كوباياكاوا تانومو
- شاكوغان نو شانا - أورغون
- أدغال الديجيتال - نطاط
- ناروتو شيبودن - توبي
- إسكافلوني السماء - جاجوكا
- رانما ½ - المدير كونو

### أوفا أنمي
- التقرير المتنقل الجديد جاندام وينج: إندليس والتز - ديو ماكسويل
- دارك ستولكرز - لورد رابتور

## أدواره في الرسوم المتحركة
- إكس-من: إيفولوشن - وولفرين
- دارك ستولكرز - لورد رابتور
- جوني تيست - بمبر، السيد وايت، زيزرار ملك الخلدان
- ميغا مان - دكتور وايلي، بروتو مان
- المصارعين المقنعين - السيد هاسبينا
- قصص توم وجيري - العم بيكوس
- من ألف ليلة وليلة - ميمون
- نقار الخشب وودي - نيت غريمس

## وصلات خارجية
- سكوت مكنيل على موقع IMDb (الإنجليزية)
- سكوت مكنيل على موقع ألو سيني (الفرنسية)
- سكوت مكنيل على موقع ميوزك برينز (الإنجليزية)
- سكوت مكنيل على موقع ميوزك برينز (الإنجليزية)
- سكوت مكنيل على موقع أول موفي (الإنجليزية)
- سكوت مكنيل على موقع ديسكوغز (الإنجليزية)
- سكوت مكنيل على موقع قاعدة بيانات الفيلم (الإنجليزية)
- سكوت مكنيل على موقع كينوبويسك (الروسية)
- سكوت مكنيل على موقع ANN person (الإنجليزية)